# Gigabell AG
Die Gigabell AG war ein deutscher Internet- und Telefonanbieter mit Sitz in Frankfurt am Main. Am 15. September 2000 meldete das Unternehmen als erstes am Neuen Markt notiertes Unternehmen Insolvenz an und läutete damit in Deutschland das Platzen der Dotcom-Blase ein.

## Unternehmensgeschichte
Unter seinem Künstlernamen Daniel David gründete der ehemalige Schlagersänger Rudolf Zawrel 1996 den Provider IPF.NET (ursprüngliche Abkürzung für Internet Provider Frankfurt), welcher zunächst vornehmlich Dienste für Firmenkunden anbot. Später kamen die Töchter Cybermedia (Webdesign/-entwicklung) und OKAY.NET (Privatkundenzugänge) hinzu. Besonders OKAY.NET wuchs schnell, da die monatliche Pauschale von 25 DM (zuzüglich Telefongebühren zum nächsten PoP) für damalige Verhältnisse sehr günstig war (für den Preis mussten allerdings Einschränkungen hingenommen werden, beispielsweise lief bis 1999 sämtlicher internationaler Datenverkehr fast ausschließlich über eine 2Mbit-Leitung in die USA).
1999 benannte sich IPF.NET in Gigabell AG um und ging am 11. August 1999 an die Börse. Da an diesem Tag in Deutschland eine Sonnenfinsternis auftrat, wählte man das Motto „Wenn wir an die Börse gehen, geht die Sonne zwei Mal auf“. Nach anfangs nur mäßiger Entwicklung (die Aktie lag lange deutlich unter dem Emissionspreis von 38 Euro) zog der Kurs (wie so ziemlich jeder andere am Neuen Markt) steil an und erreichte schnell Höchststände von fast 132 Euro. Die Dotcom-Euphorie erreichte etwa zur selben Zeit ihren Höhepunkt. Die Bank HSBC Trinkaus empfahl die Aktie mit der Prognose, Gigabell werde 2000 einen operativen Gewinn von 22 Millionen DM einfahren. Bernd Förtsch, der Herausgeber des Anlegermagazins Der Aktionär, sah noch im April 2000, als Gigabell schon beträchtlich schlingerte, „einen Global Player von morgen“ heranwachsen.

## Portfolio
Neben den ursprünglich unter IPF errichteten Geschäftsfeldern Internetaccess und Serverhousing versuchte man mit Umbenennung und Börsengang ein vollwertiger Telekommunikationsanbieter zu werden. Zunächst nutzte man die Call-by-Call-Nummern und -Infrastruktur von Star Telecom (01098), bekam dann schließlich mit der 01036 von der Bundesnetzagentur eine eigene CbC-Vorwahl zugeteilt und errichtete etwa zur selben Zeit in Frankfurt auch die dafür notwendige zentrale Infrastruktur. Die Endkunden hatten im Regelfall einen ganz normalen Telefonanschluss der Deutschen Telekom und ließen sich mittels Preselection-Vertrag fest auf die Ferngesprächsvorwahl 01036 von Gigabell buchen.
Gigabell bot unter den Namen callOKAY.NET bzw. myOKAY.NET Call-by-Call-Internetzugänge an, außerdem bestand eine Kooperation mit dem damals sehr einflussreichen Yahoo!, welches die Plattform von Gigabell zur Vermarktung der CbC-Zugänge unter eigenem Namen nutzte.
Am 24. Januar 2000 meldete Gigabell die Übernahme von 50 Prozent des Internet-Telefonie-Spezialisten dtg Deutsche Telefongesellschaft AG. Geplant war u. a. eine Kooperation im Bereich IP-Telefonie (Voice over IP). Weitere Gewinne versprach sich Gigabell durch einen Börsengang der dtg. 
Unter dem Namen freeOKAY.NET wurden im Sommer 2000 kostenlose werbefinanzierte Internetzugänge angekündigt, dieses Angebot startete jedoch nie.
Mit dem Ableger playground.gigabell.net startete Gigabell eine der ersten Gameserver-Vermietungen in Deutschland.

## Insolvenz
Schon im 1. Quartal 2000 lag der Verlust über dem Umsatz. Im Juli belog der Vorstandschef seine Aktionäre mit der Behauptung, der Umsatz werde sich im laufenden Jahr auf 127 Millionen DM vervierfachen. Kurz darauf wurden die Geschäftszahlen für das erste Halbjahr 2000 veröffentlicht, die einen Verlust auswiesen. Im Sommer 2000 waren die Erlöse vom Börsengang aufgebraucht und man versuchte, über eine angelsächsische Investorengruppe zu neuem Kapital zu gelangen. Nachdem diese die zugesagten Zahlungen nicht überwies, meldete Gigabell am 15. September 2000 schließlich Insolvenz beim Amtsgericht Frankfurt an. Als Insolvenzverwalter wurde Dirk Pfeil bestellt, der Kunden und Betrieb für 10 Millionen D-Mark an die finnische Jippii-Group verkaufte. Diese führte den Betrieb unter dem Namen Jippii GmbH vorerst weiter, etwa 1 Jahr später meldete die Firma aber ebenfalls Insolvenz an und in der Folge wurde der größte Teil des Geschäfts aufgegeben.
Gigabell war das erste Unternehmen am Neuen Markt, das Insolvenz anmelden musste und es sollte nicht das einzige bleiben. Es zeigte im Nachhinein eindrücklich, wie im Zuge einer Börsenblase weniger harte Zahlen denn vollmundige Ankündigungen und eine extrem positive Marktstimmung auf den Kurs einwirken können. Von den Geschäftszahlen her ging es Gigabell nie gut, sofern diese überhaupt veröffentlicht wurden – aufgrund mangelhafter Buchhaltung war zeitweise nicht einmal klar, über welche Vermögenswerte die Firma verfügte oder wie viele Mitarbeiter tatsächlich beschäftigt wurden. Insolvenzverwalter Pfeil richtete nicht nur schwere Vorwürfe an den Firmengründer, sondern auch an die Emissionsbanken, zu denen neben HSBC Trinkaus auch die DG Bank und die Frankfurter Sparkasse gehörten. Im Zuge der Pleite verloren insbesondere Kleinanleger viel Geld.